# Gornji Vinkovec
 Gornji Vinkovec  falu Horvátországban Zágráb megyében. Közigazgatásilag Szentivánzelinához tartozik.

## Fekvése
Zágrábtól 30 km-re, községközpontjától  8 km-re északkeletre  fekszik.

## Története
A települést 1961-ben alakították ki a Preseka községhez tartozó Vinkovac (1981-óta Vinkovec) területéből. 
Lakosságát 1971-ben számlálták meg először, akkor 121-en lakták, 2001-ben 68 lakosa volt.

## Külső hivatkozások
Szentivánzelina község hivatalos oldala